# Делгай-Гіллс (Огайо)
Делгай-Гіллс (англ. Delhi Hills) — переписна місцевість (CDP) в США, в окрузі Гамільтон штату Огайо. Населення — 5022 особи (2020).

## Географія
Делгай-Гіллс розташований за координатами 39°5′14″ пн. ш. 84°37′3″ зх. д. / 39.08722° пн. ш. 84.61750° зх. д. (39.087090, -84.617627).  За даними Бюро перепису населення США в 2010 році переписна місцевість мала площу 3,85 км², уся площа — суходіл.

## Демографія
Згідно з переписом 2010 року, у переписній місцевості мешкало 5259 осіб у 1789 домогосподарствах у складі 1485 родин. Густота населення становила 1365 осіб/км².  Було 1841 помешкання (478/км²).
Расовий склад населення:
| - 96,7 % — білих - 1,0 % — чорних або афроамериканців - 0,9 % — азіатів |

До двох чи більше рас належало 1,1 %. Частка іспаномовних становила 0,5 % від усіх жителів.
За віковим діапазоном населення розподілялося таким чином: 25,9 % — особи молодші 18 років, 63,6 % — особи у віці 18—64 років, 10,5 % — особи у віці 65 років та старші. Медіана віку мешканця становила 37,5 року. На 100 осіб жіночої статі у переписній місцевості припадало 97,3 чоловіків;  на 100 жінок у віці від 18 років та старших — 98,4 чоловіків також старших 18 років.
Середній дохід на одне домашнє господарство  становив 90 623 долари США (медіана — 83 688), а середній дохід на одну сім'ю — 97 210 доларів (медіана — 91 080). Медіана доходів становила 49 574 долари для чоловіків та 50 412 долари для жінок. За межею бідності перебувало 4,4 % осіб, у тому числі 5,0 % дітей у віці до 18 років та 4,8 % осіб у віці 65 років та старших.
Цивільне працевлаштоване населення становило 2842 особи. Основні галузі зайнятості: освіта, охорона здоров'я та соціальна допомога — 25,6 %, виробництво — 12,2 %, роздрібна торгівля — 10,9 %, фінанси, страхування та нерухомість — 10,3 %.